# Tratado de Sahagún (1170)
O Tratado de Sahagún foi assinado em 1170 em Sahagún, entre Afonso VIII de Castela e Afonso I de Portugal. Com base nos termos do acordo, Afonso VIII concordou em dar três reféns a Afonso I, a fim de serem utilizados como homenagem pelos pagamentos devidos por Ibn Mardanīš de Valência e Múrcia. Os reféns estavam em poder de D. Afonso I, até os termos do acordo serem cumpridos. Além disso, os reféns não eram autorizados a divergir sem permissão.